# Gourma (Burkina Faso)
Gourma ist eine Provinz in der Region Est im westafrikanischen Staat Burkina Faso mit 379.023 Einwohnern auf 11.145 km².
Sie liegt im Osten des Landes und die Hauptstadt ist Fada N’Gourma. Im Zuge der Neuaufteilung der administrativen Einheiten am 24. April 1996 wurde die Provinz Gourma durch Neubildung der Provinzen Komondjari, Kompienga und Koulpélogo erheblich verkleinert. Die Einwohner sind hauptsächlich Angehörige der Gourmantché.

## Liste der Departements und Gemeinden
1. Diabo
2. Diapangou
3. Fada N’Gourma
4. Matiacoali
5. Tibga
6. Yamba

## Bilder

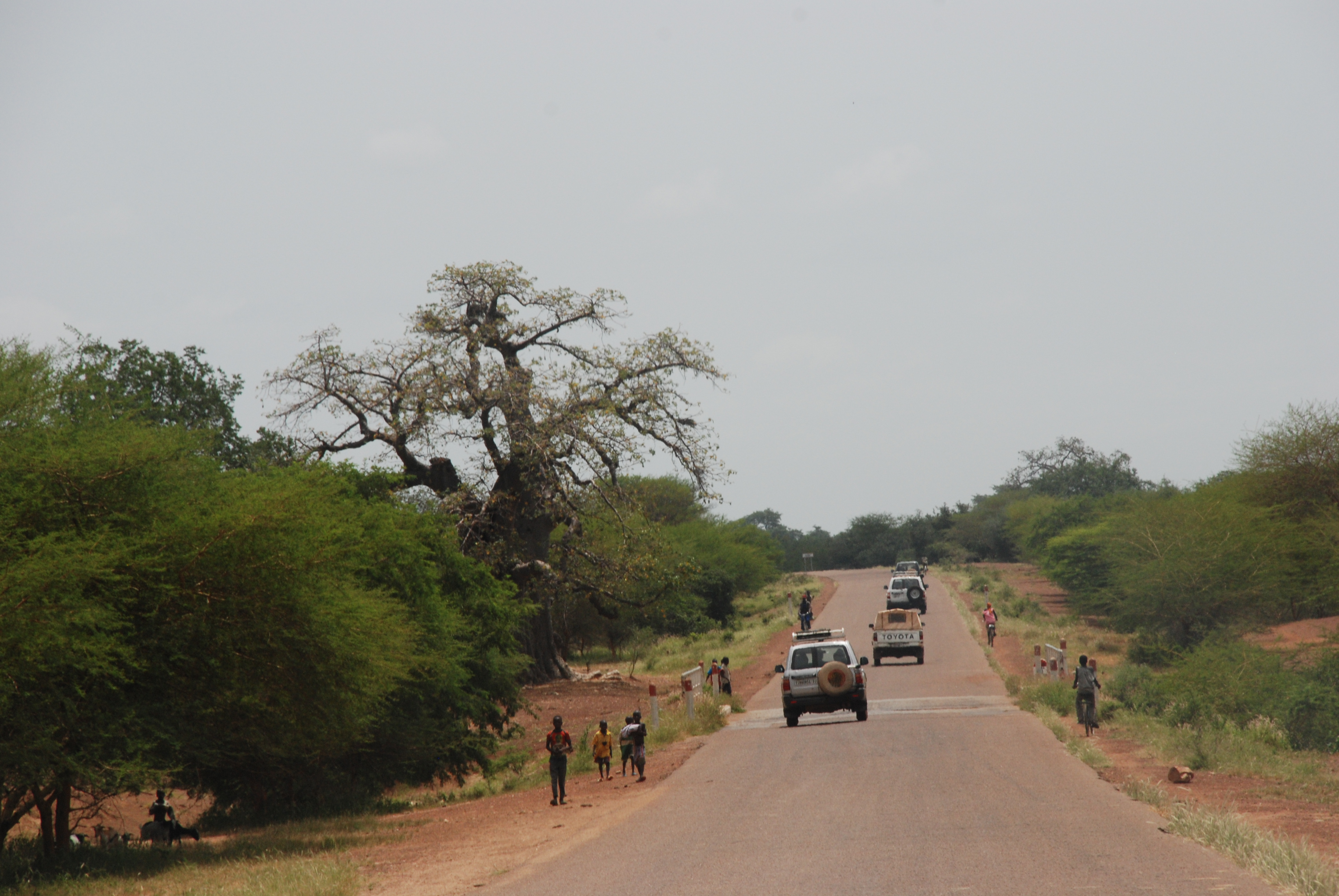
Überlandstraße südlich von Fada N’Gourma in Richtung der Grenze zu Benin
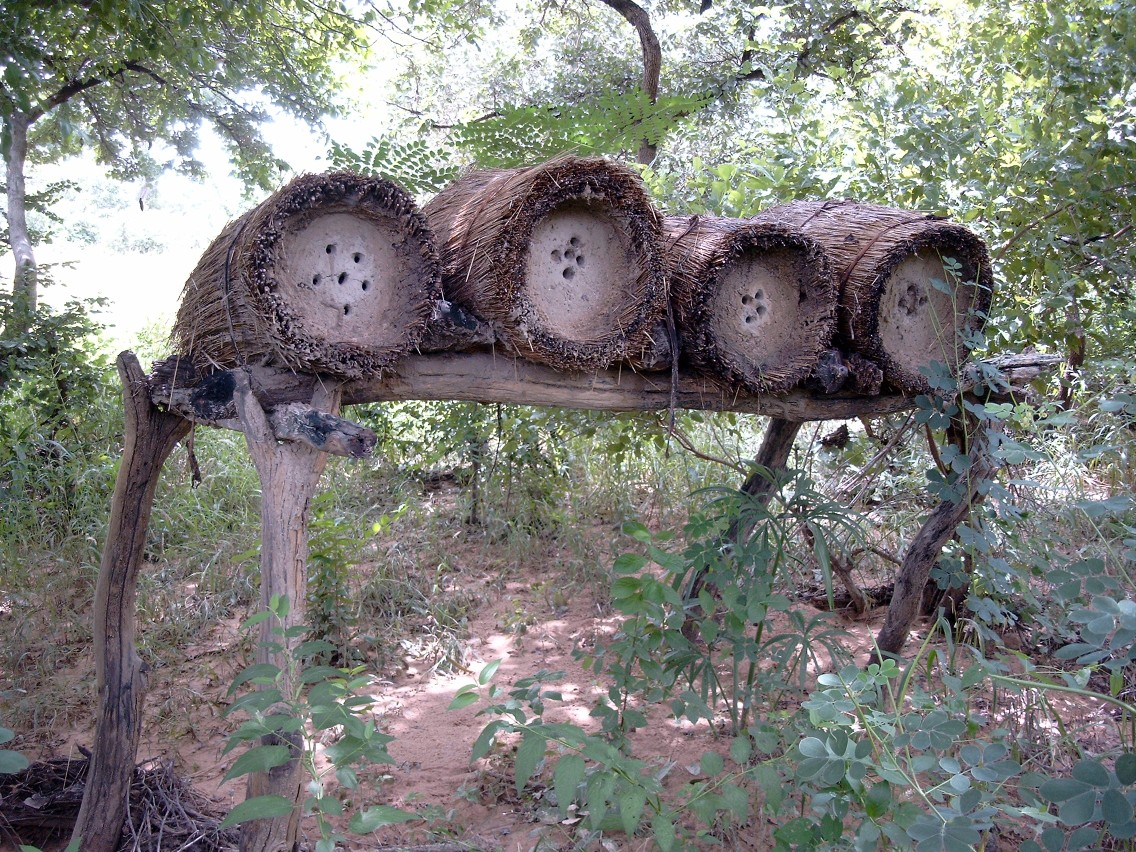
Bienenstöcke bei Fada N’Gourma – Honig ist ein bekanntes Produkt der Provinz